# William Ashbless
William Ashbless es un poeta ficticio, perteneciente al romanticismo inglés, creado por los escritores James Blaylock y Tim Powers.
Ashbless fue ideado por Powers y Blaylock mientras éstos estudiaban en el Cal State Fullerton al principio de la década de los 70. Su nacimiento se produjo como reacción a la escasa calidad de la poesía publicada en la revista de estudiantes. Inventaron una poesía de verso libre y lo remitieron a dicha revista en nombre de Ashbless, que fue aceptada de manera entusiasta.
Ashbless es, sin embargo, conocido por su rol de poeta decimonónico, apareciendo en un papel protagonista en el libro de Powers Las Puertas de Anubis (1983) y como personaje secundario en The Digging Leviathan de Blaylock (1984). Ninguno de los dos autores estaban al tanto de que la novela del otro contenía a William Ashbless, hasta que la coincidencia les fue notificada por el editor responsable de ambos libros, quien les sugirió que se consultasen mutuamente para que las referencias a Ashbless fuesen consistentes.
En 1985, Powers y Blaylock produjeron el Bicentennial Edition of the Complete Twelve Hours of the Night: 1785-198, un prospecto para una no existente colección de poesía de Ashbless. Las Doce Horas de la Noche es posiblemente la obra más conocida de Ashbless y es referida a menudo en Las Puertas de Anubis. Este libro fue seguido por On Pirates (2001) con introducción de Powers, epílogo de Blaylock, ilustraciones de Grahan Wilson y el texto supuestamente de Ashbless. En 2002 apareció The William Ashbless Memorial Cookbook.